# Heinrich Lützenkirchen
Heinrich Lützenkirchen (* 29. November 1909 in Bürrig, heute zu Leverkusen; † 11. März 1986 in Leverkusen) war von 1961 bis 1964 und im Jahr 1979 Oberbürgermeister der Stadt Leverkusen.

## Leben
Lützenkirchen wurde 1947 Mitglied im Schul- und Wohnungsausschuss, wo er die CDU vertrat. Im Jahre 1956 wurde er bis 1974 Ratsmitglied der Stadt Leverkusen und ab 1974 war er Vertreter der Bezirksregierung II in Bürrig.
Lützenkirchen war jahrelang stellvertretender Betriebsratsvorsitzender der Agfa Gevaert AG. Er übernahm auch eine Zeitlang den Betriebsratsvorsitz.

## Ehrungen
- 1979: Ehrenring der Stadt Leverkusen
- 1980: Bundesverdienstkreuz 1. Klasse
- Bis heute ist der Sportplatz in Bürrig nach ihm benannt, wo der „TuS 1887 Roland Bürrig“ seine Heimspiele austrägt.